# Ski King
Ski King, właściwie Andrew James Witzke (ur. 5 września 1967 w Portland) – amerykański wokalista pochodzenia niemieckiego. Wykonuje muzykę z pogranicza takich gatunków jak między innymi: rock, country, rock and roll, czy rockabilly.
Witzke mieszka w Niemczech i jest najpopularniejszy na tamtejszej scenie muzycznej. Występuje on często w pubach czy na imprezach związanych z klubami motocyklowymi.
W 2011 roku wystąpił na festiwalu Wacken Open Air.

## Dyskografia

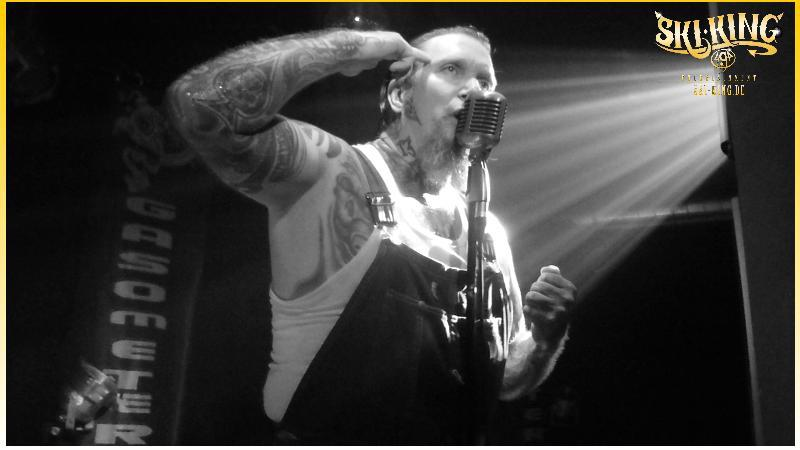
Ski King podczas występu na Gasometer w Merseburgu (2012)

### Prime Sinister
- Staring At The Sun (1995)
- Junk (1996)

### Ski King
- Devil In Disguise
- Early One Morning: A Tribute To Johnny Cash (2007)
- Live At The NCO Club (2008)
- Uncaged (2008)
- The New King (2009)
- Songs From 81 (2011)
- Sketchbook (2011)
- Sketchbook II: Watching the Sons (2013)
- Further Up On The Road (2013)
- Sketchbook III (New Horizons) (2015)

### Ski King & The Black Jacks
- A New Generation Of Bar Music

### Beloved Enemy
- Enemy Mine (2007)
- Thank You For The Pain (2010)

### Ski
- Evolution (2009)

### Ski’s Country Trash
- Welcome To Trash-Valley (2009)
- Trash-Valley (2010)
- Neverending Road (2012)
- Roadstop In Hell (2013)